# Digital Radio Mondiale

Hivatalos logo.

A DRM (Digital Radio Mondiale) egy nyílt szabványú, digitális alapú műsorszóró rendszer, melyet műsorszolgáltatók terveztek műsorszolgáltatók számára. A rendszer kifejlesztése mind az adó-, mind a vevőkészülék-gyártók, továbbá más érdekelt felek (például szabályozó testületek) aktív közreműködésével és részvételével történt.
A DRM egy nyílt szabvány, ami azt jelenti, hogy a rendszerleírása nyilvánosan közzétett, lehetővé téve minden gyártó és érdekelt fél számára, hogy szabadon hozzáférjen a teljes műszaki specifikációhoz, és méltányos alapon tervezhessen és gyárthasson berendezéseket anélkül, hogy licencet kellene fizetnie a DRM Konzorciumnak. Ez jelentős szempont a DRM infrastruktúrába beruházó műsorszolgáltatók, a vevőkészülékek fejlesztésébe és gyártásába beruházó gyártók, és még inkább a hallgatók számára, akiknek be kell fektetniük az új DRM-képes vevőkészülékekbe.
Kifejezetten a hosszú- közép- rövid- és ultrarövid hullámú sávokban a korábbi analóg rádióműsorszórás kiváló minőségű digitális helyettesítőjeként tervezték, ugyanazokkal a csatornakiosztásokkal működtethető, mint amelyeket jelenleg alkalmaznak analóg műsorszórásra.
A fizikai átvitelhez a DRM szabvány számos különböző működési módot (azaz modulációs paraméterkészleteket) ír le, amelyek nagyjából két csoportra oszthatók:
1. A 30 MHz alatti DRM átvitelekhez négy különböző robusztussági mód létezik, amelyek lehetővé teszik a DRM jel testreszabását az AM üzemmódot alkalmazó műsorszóró sávokhoz, amelyek nagyon eltérő terjedési jellemzői lehetővé teszik a regionális és a nemzetközi szolgáltatási lefedettséget.
2. Egy dedikált robusztussági mód, amely 30 MHz felett az FM üzemmódot használó műsorszóró sávokhoz van optimalizálva, helyi és regionális szolgáltatási lefedettséghez használható.

A DRM megkapta a szükséges ajánlásokat az ITU-tól, így biztosítja a nemzetközi szabályozási támogatást az átvitelekhez. A fő DRM szabványt az ETSI tette közzé.

## A  DRM és az analóg műsorszórás összevetése
A DRM kiváló hangminőséget és a digitális átvitelből adódó egyszerű használatot biztosít. Az AM üzemmódú adások esetén a DRM által nyújtott javulás azonnal észrevehető, a URH/FM üzemmódhoz képest pedig a DRM megszünteti az FM vételt rontó fadinget. A DRM számos hangtartalomhoz használható, és képes szöveget és adatokat integrálni. Ez a kiegészítő tartalom megjeleníthető DRM vevőkészülékeken a műsor hallgatása közben.
A DRM csatornakiosztása illeszkedeik az adott sávon megszokott csatornakiosztásokhoz. Hagyományos, analóg készülékkel a DMR csatornán csak digitális zajt lehet hallani, viszont ez a zaj nem zavarja a szomszédos csatornákat, nem lóg ki a kijelölt sávszélességből. 
Egy csatornán átvihető több, egymástól független műsorfolyam is, tehát a minőségjavulás mellett az átvihető műsorok száma is több lesz. Sok esetben elegendő egy csatorna sávszélességének a fele is a megfelelő átvitelhez, az ilyen csatornák a csökkentett sávszélességű csatornák.
Hi-fi minőségű, térhatású hangfolyam átviteléhez pedig létezik egy duplázott, két csatornát elfoglaló üzemmód is.
Az ultrarövid hullámokon a DRM csatornasávszélessége 100 kHz.
| DRM csatornasávszélesség | DRM csatornasávszélesség | DRM csatornasávszélesség | DRM csatornasávszélesség | DRM csatornasávszélesség | DRM csatornasávszélesség | DRM csatornasávszélesség | DRM csatornasávszélesség | DRM csatornasávszélesség | DRM csatornasávszélesség |
| Sáv                      | ITU-1                    | ITU-1                    | ITU-1                    | ITU-2                    | ITU-2                    | ITU-2                    | ITU-3                    | ITU-3                    | ITU-3                    |
| Sáv                      | Normál                   | Felezett                 | Dupla                    | Normál                   | Felezett                 | Dupla                    | Normál                   | Felezett                 | Dupla                    |
| ------------------------ | ------------------------ | ------------------------ | ------------------------ | ------------------------ | ------------------------ | ------------------------ | ------------------------ | ------------------------ | ------------------------ |
| Hosszúhullám             | 9                        | 4,5                      | 18                       | Nem használt             | Nem használt             | Nem használt             | Nem használt             | Nem használt             | Nem használt             |
| Középhullám              | 9                        | 4,5                      | 18                       | 10                       | 5                        | 20                       | 9                        | 4,5                      | 18                       |
| Rövidhullám              | 10                       | 5                        | 20                       | 10                       | 5                        | 20                       | 10                       | 5                        | 20                       |
| Ultrarövidhullám         | 100                      | 100                      | 100                      | 100                      | 100                      | 100                      | 100                      | 100                      | 100                      |

## Moduláció
A DRM rendszer COFDM-et (kódolt ortogonális frekvenciaosztásos multiplex) használ. Ez azt jelenti, hogy a digitálisan kódolt hangból és a hozzájuk tartozó adatjelekből előállított összes adatot nagyszámú, egymáshoz közel elhelyezkedő vivőn osztják szét átvitel céljából. Mindezek a vivők a kiosztott átviteli csatornán belül találhatók. Időinterleavelést alkalmaznak a fading csökkentése érdekében. Az OFDM és a kódolás különböző paraméterei változtathatók, hogy a DRM sikeresen működjön számos különböző terjedési környezetben – a paraméterek kiválasztása lehetővé teszi az átvitelek tervezését, amelyek megtalálják az átviteli teljesítmény, a robusztusság és az adatkapacitás legjobb kombinációját.
| Sáv          | Felületi hullám | Térhullám | Robosztus-mód | Csatorna- sávszélesség (kHz) | Minimális effektív térerősség (dB μV/m) | Minimális effektív térerősség (dB μV/m) | Minimális effektív térerősség (dB μV/m) | Minimális effektív térerősség (dB μV/m) | Minimális effektív térerősség (dB μV/m) | Minimális effektív térerősség (dB μV/m) |
| Sáv          | Felületi hullám | Térhullám | Robosztus-mód | Csatorna- sávszélesség (kHz) | 16-QAM                                  | 16-QAM                                  | 64-QAM                                  | 64-QAM                                  | 64-QAM                                  | 64-QAM                                  |
| Sáv          | Felületi hullám | Térhullám | Robosztus-mód | Csatorna- sávszélesség (kHz) | Hibavédelem (R)                         | Hibavédelem (R)                         | Hibavédelem (R)                         | Hibavédelem (R)                         | Hibavédelem (R)                         | Hibavédelem (R)                         |
| Sáv          | Felületi hullám | Térhullám | Robosztus-mód | Csatorna- sávszélesség (kHz) | 0,5                                     | 0,62                                    | 0,5                                     | 0,6                                     | 0,71                                    | 0,78                                    |
| ------------ | --------------- | --------- | ------------- | ---------------------------- | --------------------------------------- | --------------------------------------- | --------------------------------------- | --------------------------------------- | --------------------------------------- | --------------------------------------- |
| Hosszúhullám | van             | nincs     | A             | 4,5                          | 39,3                                    | 41,4                                    | 44,8                                    | 46,3                                    | 48,0                                    | 49,7                                    |
| Hosszúhullám | van             | nincs     | A             | 9                            | 39,1                                    | 41,2                                    | 44,6                                    | 45,8                                    | 47,6                                    | 49,2                                    |
| Középhullám  | van             | nincs     | A             | 4,5/5                        | 33,3                                    | 35,4                                    | 38,8                                    | 40,3                                    | 42,0                                    | 43,7                                    |
| Középhullám  | van             | nincs     | A             | 9/10                         | 33,1                                    | 35,2                                    | 38,6                                    | 39,8                                    | 41,6                                    | 43,2                                    |
| Középhullám  | van             | van       | A             | 4,5/5                        | 34,3                                    | 37,2                                    | 39,7                                    | 41,1                                    | 44,2                                    | 47,4                                    |
| Középhullám  | van             | van       | A             | 9/10                         | 33,9                                    | 37,0                                    | 39,4                                    | 40,8                                    | 43,7                                    | 46,5                                    |
| Rövidhullám  | nincs           | van       | B, C, D       | 5                            | 19,2–22,8                               | 22,5–28,3                               | 25,1–28,3                               | 27,7–30,4                               |                                         |                                         |
| Rövidhullám  | nincs           | van       | B, C, D       | 10                           | 19,1–22,5                               | 22,2–25,3                               | 24,6–27,8                               | 27,2–29,9                               |                                         |                                         |

| Sáv                   | Moduláció | Hibavédelem | Minimális effektív térerősség (dB μV/m) | Minimális effektív térerősség (dB μV/m) | Minimális effektív térerősség (dB μV/m) | Minimális effektív térerősség (dB μV/m) | Minimális effektív térerősség (dB μV/m) | Minimális effektív térerősség (dB μV/m) |
| Sáv                   | Moduláció | Hibavédelem | FX                                      | PI                                      | PI-H                                    | PO                                      | PO-H                                    | MO                                      |
| --------------------- | --------- | ----------- | --------------------------------------- | --------------------------------------- | --------------------------------------- | --------------------------------------- | --------------------------------------- | --------------------------------------- |
| VHF-I (65 - 74 MHz)   | 4-QAM     | R=1/3       | 18,15                                   | 48,91                                   | 58,06                                   | 39,71                                   | 48,26                                   | 41,11                                   |
| VHF-I (65 - 74 MHz)   | 16-QAM    | R=1/2       | 24,75                                   | 57,01                                   | 66,16                                   | 47,81                                   | 56,36                                   | 48,41                                   |
| VHF-II (88 - 108 MHz) | 4-QAM     | R=1/3       | 17,32                                   | 50,92                                   | 61,37                                   | 40,74                                   | 50,66                                   | 42,27                                   |
| VHF-II (88 - 108 MHz) | 16-QAM    | R=1/2       | 23,92                                   | 59,02                                   | 69,47                                   | 48,84                                   | 58,76                                   | 49,57                                   |
| VHF III (200 MHz)     | 4-QAM     | R=1/3       | 17,26                                   | 52,52                                   | 63,89                                   | 42,38                                   | 53,30                                   | 44,13                                   |
| VHF III (200 MHz)     | 16-QAM    | R=1/2       | 23,86                                   | 60,62                                   | 71,99                                   | 50,48                                   | 61,40                                   | 51,43                                   |

### Robosztus módok
Az A mód elsősorban helyi hosszúhullámú és középhullámú átvitelekhez készült, ahol a felületi hullámok átvitele dominál, ezért a fading minimális. Bizonyos körülmények között az A módot (16-QAM használatával) rövidhullámú átvitelekhez is használják az adatátviteli sebesség és ezáltal a hangminőség javítása érdekében.
A B módot elsősorban rövidhullámú átvitelekhez használják, amelyeknél csak egy visszaverődés történik az ionoszféráról (úgynevezett "egyetlen ugrás"). A B módot éjszaka is használják a hosszúhullámú és középhullámú tartományokban, mivel a térhullám is hozzájárul a hullámok terjedéséhez ezekben a sávokban.
A C mód nagy távolságokon történő rövidhullámú átvitelekhez használható. Mivel a hullámok ezeken a távolságokon többször is visszaverődnek az ionoszféra és a Föld között (úgynevezett "többszörös ugrás"), a különböző terjedési idejű hullámok átfedése megnő, ami jelerősítést és jelkioltást eredményez.
A D mód a leginkább interferencia-ellenálló átviteli mód, és elsősorban NVIS (Near Vertical Incidence Skywave) átvitelekhez használják. Mivel a hullámok szinte függőlegesen felfelé kerülnek kisugárzásra, a már említett fadinghatásokon felül Doppler-eltolódások is fellépnek, amelyeket a talaj felett visszaverődő légrétegek nem állandó magassága okoz.
Az E mód az egyetlen átviteli mód a 30 MHz és 300 MHz közötti ultrarövid hullámú sávokban, 100 kHz sávszélességgel, ami lehetővé teszi a DRM+ tervezését a VHF sávban a 100 kHz-es csatornasávszélességnek megfelelően. A nagy sebességű mobil vétel biztosítását is figyelembe veszik.
| OFDM- Mode | Moduláció | Hibavédelem | Használható nettó adatsebesség adott csatornasávszélességen (kbps) | Használható nettó adatsebesség adott csatornasávszélességen (kbps) | Használható nettó adatsebesség adott csatornasávszélességen (kbps) | Használható nettó adatsebesség adott csatornasávszélességen (kbps) | Használható nettó adatsebesség adott csatornasávszélességen (kbps) | Használható nettó adatsebesség adott csatornasávszélességen (kbps) | Használható nettó adatsebesség adott csatornasávszélességen (kbps) |
| OFDM- Mode | Moduláció | Hibavédelem | 4,5 kHz                                                            | 5 kHz                                                              | 9 kHz                                                              | 10 kHz                                                             | 18 kHz                                                             | 20 kHz                                                             | 100 kHz                                                            |
| ---------- | --------- | ----------- | ------------------------------------------------------------------ | ------------------------------------------------------------------ | ------------------------------------------------------------------ | ------------------------------------------------------------------ | ------------------------------------------------------------------ | ------------------------------------------------------------------ | ------------------------------------------------------------------ |
| A          | 64-QAM    | max.        | 14,7                                                               | 16,7                                                               | 30,9                                                               | 34,8                                                               | 64,3                                                               | 72,0                                                               |                                                                    |
| A          | 64-QAM    | min.        | 9,7                                                                | 10,6                                                               | 19,7                                                               | 22,1                                                               | 40,9                                                               | 45,8                                                               |                                                                    |
| A          | 16-QAM    | max.        | 7,8                                                                | 8,8                                                                | 16,4                                                               | 18,4                                                               | 34,1                                                               | 38,2                                                               |                                                                    |
| A          | 16-QAM    | min.        | 6,3                                                                | 7,1                                                                | 13,1                                                               | 14,8                                                               | 27,3                                                               | 30,5                                                               |                                                                    |
| B          | 64-QAM    | max.        | 11,3                                                               | 13,0                                                               | 24,1                                                               | 27,4                                                               | 49,9                                                               | 56,1                                                               |                                                                    |
| B          | 64-QAM    | min.        | 7,2                                                                | 8,3                                                                | 15,3                                                               | 17,5                                                               | 31,8                                                               | 35,8                                                               |                                                                    |
| B          | 16-QAM    | max.        | 6,0                                                                | 6,9                                                                | 12,8                                                               | 14,6                                                               | 26,5                                                               | 29,8                                                               |                                                                    |
| B          | 16-QAM    | min.        | 4,8                                                                | 5,5                                                                | 10,2                                                               | 11,6                                                               | 21,2                                                               | 23,8                                                               |                                                                    |
| C          | 64-QAM    | max.        |                                                                    |                                                                    |                                                                    | 21,6                                                               |                                                                    | 45,5                                                               |                                                                    |
| C          | 64-QAM    | min.        | 13,8                                                               | 28,9                                                               |                                                                    |                                                                    |                                                                    |                                                                    |                                                                    |
| C          | 16-QAM    | max.        | 11,5                                                               | 24,1                                                               |                                                                    |                                                                    |                                                                    |                                                                    |                                                                    |
| C          | 16-QAM    | min.        | 9,2                                                                | 19,3                                                               |                                                                    |                                                                    |                                                                    |                                                                    |                                                                    |
| D          | 64-QAM    | max.        | 14,4                                                               | 30,6                                                               |                                                                    |                                                                    |                                                                    |                                                                    |                                                                    |
| D          | 64-QAM    | min.        | 9,1                                                                | 19,5                                                               |                                                                    |                                                                    |                                                                    |                                                                    |                                                                    |
| D          | 16-QAM    | max.        | 7,6                                                                | 16,2                                                               |                                                                    |                                                                    |                                                                    |                                                                    |                                                                    |
| D          | 16-QAM    | min.        | 6,1                                                                | 13,0                                                               |                                                                    |                                                                    |                                                                    |                                                                    |                                                                    |
| E          | 16-QAM    | max.        |                                                                    |                                                                    |                                                                    |                                                                    |                                                                    |                                                                    | 186,3                                                              |
| E          | 16-QAM    | min.        | 99,4                                                               |                                                                    |                                                                    |                                                                    |                                                                    |                                                                    |                                                                    |
| E          | 4-QAM     | max.        | 74,5                                                               |                                                                    |                                                                    |                                                                    |                                                                    |                                                                    |                                                                    |
| E          | 4-QAM     | min.        | 37,2                                                               |                                                                    |                                                                    |                                                                    |                                                                    |                                                                    |                                                                    |

## Hang kódolása
A DRM rendszer MPEG audiokodekeket használ a kiváló minőség biztosítására alacsony adatsebesség mellett. Kibővített HE-AAC és HE-AACv2 is elérhető. A rendszer különböző hangforrás-kódolási sémákat kínál:
az MPEG xHE-AAC (Extended High-Efficiency Advanced Audio Coding) egy részhalmaza mono és sztereó hangsugárzáshoz, a szükséges hibatűrő eszközöket, beleértve:
- Spektrális sávreplikáció (SBR), egy hangkódolás-javító eszköz, amely lehetővé teszi a teljes hangsávszélesség elérését alacsony bitráták mellett;
- Parametrikus sztereó (PS), egy SBR-hez kapcsolódó hangkódolás-javító eszköz, amely lehetővé teszi a sztereó kódolást alacsony bitráták mellett;

Az MPEG Surround (MPS) egy hangkódolás-javító eszköz, amely lehetővé teszi a többcsatornás kódolást alacsony bitrátával.
Tipikus műsorszórási forgatókönyvek esetén az xHE-AAC hangkódolás használata jobb hangminőséget biztosít, ezért előnyben kell részesíteni az AAC hangkódolással szemben.
A hangrendszer további fejlesztésére két DRM-jel összekapcsolásával van lehetőség.

## Specifikációk
- ETSI ES 201 980 - DRM Rendszer specifikáció
- ETSI TS 101 968 - DRM alkalmazások könyvtára
- ETSI TS 103 771 - Regionális szövegprofilok (karakterkódolás)

Kommunikáció és terjesztés:
- ETSI TS 102 821 - Terjesztési és kommunikációs protokoll (DCP)
- ETSI TS 102 358 - A terjesztési és kommunikációs protokoll (DCP) használatára vonatkozó különleges korlátozások
- ETSI TS 102 820 - Multiplex terjesztési felület (MDI)
- ETSI TS 102 349 - Vevő állapot- és vezérlőinterfész (RSCI)

Adatfolyamot használó alkalmazások
- ETSI TS 102 979 - Journaline - Felhasználói alkalmazás specifikációja
- ETSI TS 101 499 - Hibrid digitális rádió (DAB, DRM, RadioDNS); SlideShow -Felhasználói alkalmazás specifikációja
- ETSI TS 102 818 - Hibrid digitális rádió (DAB, DRM, RadioDNS); XML specifikáció szolgáltatás- és műsorinformációkhoz (SPI)
- ETSI TS 102 668 - DRM-TMC (forgalmi üzenetcsatorna)

A DRM Konzorcium által karbantartott és közzétett specifikációk:
- Minimum Receiver Requirements for DRM Receivers Version 4.2
- Emergency Warning Functionality (EWF)

DRM-mel kapcsolatos szabványok:
- ETSI TS 102 386 - AM signalling system (AMSS)

ITU ajánlások
- BS.1514 : System for digital sound broadcasting in the broadcasting bands below 30 MHz
- BS.1615 : "Planning parameters" for digital sound broadcasting at frequencies below 30 MHz
- BS.1114 : Systems for terrestrial digital sound broadcasting to vehicular, portable and fixed receivers in the frequency range 30-3 000 MHz
- BS.1660 : Technical basis for planning of terrestrial digital sound broadcasting in the VHF band